# Firmino di Uzès
Firmino di Uzès (V secolo – VI secolo) è stato un vescovo e santo franco.
Fu il quarto vescovo di Uzès, carica che ricoprì dal 538 al 553.

## Biografia
Nacque verso il 480, probabilmente a Narbona, figlio di Tonanzio Ferreolo, senatore di Narbona.
All'età di dodici anni seguì il parente Roricio, patrizio e vescovo.
Le prime interpretazioni degli Acta Firmini hanno considerato che si trattasse di Roricio di Uzès, poiché si sa che Firmino gli succedette in questa città. Soltanto che Roricio fu vescovo di Uzès dal 533 al 538, il che rende questa ipotesi cronologicamente improbabile. Il considerare che si trattasse di Roricio vescovo di Limoges dal 484 al 507 è più pertinente. Succedette quindi nel 538 a Roricio di Uzès nell'episcopato di Uzès. Partecipò al quarto concilio di Orleans (541) e al quinto (549); nel 552 partecipò al secondo concilio di Parigi. In quello stesso anno la diocesi di Uzès passò sotto la provincia ecclesiastica di Arles.
Firmino morì l'11 ottobre del 553. La sua salma fu inumata nella chiesa di san Baudilio a Nîmes, che lui stesso aveva fatto costruire a nord della città.

## Memoria liturgica
La sua memoria liturgica cade l'11 ottobre.